# مسجد ایلچی
مسجد ایلچی مربوط به سدهٔ ۱۱ ه‍.ق است و در اصفهان (خیابان احمدآباد) جای گرفته است. این اثر در تاریخ ۱۲ اسفند ۱۳۱۵ با شمارهٔ ثبت ۲۷۱ در فهرست آثار ملی ایران به ثبت رسیده‌است.
بانی مسجد ایلچی، حکیم الملک محمد ایلچی است به مباشرت خواجه سعادت. تاریخ ساخت این مسجد، 1094 تا 1097 قمری است.